# Nahošovice
Nahošovice (deutsch Nahoschowitz, früher Nahaschowitz) ist eine Gemeinde in Tschechien. Sie liegt zehn Kilometer südöstlich von Přerov und gehört zum Okres Přerov.

## Geographie
Nahošovice befindet sich in der Quellmulde des Baches Nahošovický potok in der Podbeskydská pahorkatina (Vorbeskidenhügelland). Nördlich erhebt sich die Jezírka (285 m), im Osten der Zajíček (309 m) und südwestlich die Kopaniny (284 m). Gegen Nordosten erstreckt sich das Waldgebiet des Dřevohostický les.
Nachbarorte sind Hradčany und Šišma im Norden, Bezuchov, Símře und Lhotsko im Nordosten, Radkova Lhota und Radkovy im Osten, Dřevohostice und Novosady im Südosten, Turovice im Süden, Líšná, Marianín, Domaželice und Čechy im Südwesten sowie Podolí im Nordwesten.

## Geschichte
Archäologische Funde belegen eine Besiedlung des Gemeindegebietes seit der Jungsteinzeit. Des Weiteren wurden zwischen 1889 und 1908 am Zajíček, an der Pláňava sowie bei Bezuchov durch František Přikryl und Innocenc Ladislav Červinka mehrere Gruppen von Hügelgräbern der Glockenbecher- und Schnurkeramikkulturen entdeckt.
Die erste schriftliche Erwähnung des Gutes und der Feste Nahošovice erfolgte 1365 als Besitz des Vladiken Jan von Nahošovice. Im Jahre 1406 erwarben die Brüder Drslaw und Zbynko de Stralek aus dem mährischen Zweig der Beneschauer die Feste Nahošovice mit dem Hof und Dorf. 1415 petschierte Zbynko auf einer Protesturkunde gegen die Verbrennung von Jan Hus und die Gefangennahme von Hieronymus von Prag. Nachfolgender Besitzer von Nahošovice war Johann Giskra. Zwischen 1520 und 1558 gehörte das Gut den Barský von Baští. Sie verkauften Nahošovice an Wilhelm von Zierotin, der das Gut an seine Herrschaft Dřevohostice anschloss. Im Jahre 1566 verkaufte Friedrich d. J. von Zierotin die gesamte Herrschaft an Hynek Pawlowsky von Widbach (Pavlovský z Vidbachu). Ihm folgte sein Sohn Johann und nach dessen Tode die Brüder Johann und Wilhelm Waneczky von Gemniczky (Vanecký z Jemničky). In den 1590er Jahren erwarb Karl der Ältere von Zerotein die Herrschaft Dřevohostice. 1617 verkaufte er die Herrschaft mit den zugehörigen Dörfern Turovice, Nahošovice, Hradčany, Šišma, Pavlovice, Prusínky, Kladníky, Bezuchov, Oprostovice, Žákovice, Mrlínek, Sovadina, Lhota, Radkovy, Lipová und Křtomil für 95.000 mährische Gulden an Jan Skrbenský von Hříště. Wegen seiner Beteiligung am Ständeaufstand von 1618 verlor dieser nach der Schlacht am Weißen Berg seine Güter. Die Herrschaft Dřevohostice wurde an Zdeněk Vojtěch Popel von Lobkowicz verkauft. Zdeněks Sohn Wenzel Eusebius von Lobkowicz veräußerte im Jahre 1635 die Dörfer Šišma, Kladníky, Bezuchov, Oprostovice, Žákovice, Mrlínek, Sovadina, Radkova Lhota, Radkovy, Lipová und Křtomil an den Besitzer der Herrschaft Bystřice pod Hostýnem, Johann Anton von Rottal. Die übriggebliebene Herrschaft verkaufte er 1646 an Maximilian von Waldstein, der sie 1649 an den Passauer Hofkanzler Johann Kaltschmidt von Eisenberg weiterveräußerte. 1693 verkaufte die Familie Kaltschmidt Dřevohostice an Friedrich von Oppersdorff, der im Jahr zuvor bereits Besitzer der Herrschaft Domaželice mit den Dörfern Čechy, Pavlovice und 13 Häusern von Tučín geworden war. Er vereinigte beide Herrschaften zu einer Herrschaft Dřevohostice-Domaželice. Im Jahre 1716 bestand Nahošovice aus einem Ganzhüfner, zehn Halbhüfnern, zwei Viertelhüfnern und einem Gärtner. 1737 wurde in Nahošovice ein Kretscham eingerichtet und 1747 ein Ortsgericht. Das älteste Ortssiegel stammt aus dem Jahre 1747 und zeigt eine Egge. Die Dřevohosticer Linie der Grafen von Oppersdorff erlosch 1798 im Mannesstamme. Das Erbe fiel gemeinschaftlich an die Schwestern Antonia von Oppersdorff und Josefine, verheiratete Matuschka von Topolczan. Nachdem Josefine 1799 verstorben war, erbte ihr Witwer Heinrich Bernhard Matuschka und dessen Söhne Eduard, Albrecht und Hermann ihren Anteil. Heinrich Bernhard Matuschka überlebte seine drei Söhne und heiratete schließlich seine Schwägerin Antonia, die 1815 starb. Am 4. November 1820 wurde er alleiniger Besitzer der Herrschaft, die er 1839 an Karl Anton Czeike von Badenfeld verkaufte. Bis zur Mitte des 19. Jahrhunderts blieb Nahošovice immer nach Dřevohostice untertänig.
Nach der Aufhebung der Patrimonialherrschaften bildete Nahošovice/Nahoschowitz ab 1850 eine Gemeinde in der Bezirkshauptmannschaft Holleschau. 1876 erbte nach dem Tode ihrer Mutter Leonie Skrbenský von Hříště, geborene Czeike von Badenfeld die Güter Domaželice und Dřevohostice. Sie verkaufte sie am 6. Oktober 1897 für 225.000 Gulden an die Marktgemeinde Dřevohostice. 1892 lebten in der Gemeinde 272 Personen. Nach der Aufhebung des Okres Holešov wurde Nahošovice 1960 dem Okres Přerov zugeordnet. Im Jahre 1964 erfolgte die Eingemeindung nach Dřevohostice. 1965 hatte Nahošovice 280 Einwohner, 1980 waren es nur noch 240. Seit dem 24. November 1990 bildet Nahošovice wieder eine eigene Gemeinde. Nahošovice führt seit 1995 ein Wappen und Banner. Ethnographisch gehört der Ort zur Hanna-Region Záhoří.

## Gemeindegliederung
Für die Gemeinde Nahošovice sind keine Ortsteile ausgewiesen.

## Sehenswürdigkeiten
- Kapelle der hl. Dreifaltigkeit auf dem Dorfplatz, errichtet 1874 anstelle eines hölzernen Glockenturmes
- Steinernes Kreuz, am südlichen Ortsausgang